# Crore
El crore (cr)(del prácrito  kroḍi) denota diez millones (10,000,000 o 107 en notación científica) y es igual a 100 lakhs en el sistema de numeración india. Es escrito como 1,00,00,000 con el estilo local de 2,2,3 de separadores de grupos de dígitos (un lakh es igual a cien mil, y es escrito como 1,00,000).
Es ampliamente utilizado en ambos contextos, oficial y otros en Afganistán, Bangladés, Bután, Burma (Myanmar), India, Nepal, Pakistán, y Sri Lanka.

## Dinero
Grandes cantidades de dinero en Bangladesh, India; Nepal y Pakistán son, a menudo, escritas en términos de Koti o crore. Por ejemplo, ciento cincuenta millones, es escrito como "quince crore repees", "15 crore" o "₹15 crore". En la forma abreviada, el uso  tal como "₹15 cr" (para "15 crore repees") es común.
Los billones (ing. trillions)(en la escala corta) de dinero son, a menudo, escritos o hablados en términos de lakh crore. Por ejemplo, un billón de rupees es equivalente a:
- Un lakh crore rupias indias
- ₹1 lakh crore
- ₹105+7
- ₹1012
- ₹10,00,00,00,00,000 en notación hindú.
- ₹1,000,000,000,000 en notación occidental

La palabra crore proviene de la palabra en prácrito krodi, la cual a su vez proviene del sánscrito koṭi (कोटि), denotando diez millones en el sistema de numeración hindú, el cual tiene términos separados para la mayoría de las potencias de diez desde 100 hasta arriba de 1019. El crore es conocido por varios nombres regionales.